# Le Grand Vide
Pour plus de détails, voir Fiche technique et Distribution.
Le Grand Vide est un film québécois réalisé par Jessy Dupont sorti en 2024 et mettant en vedette Jean Drolet, Marc Lamontagne, Louise Portal et François Léveillée.

## Synopsis
Elliot, un ébéniste retraité et alcoolique, décide de partir à la recherche de son fils Gabriel, disparu depuis plus de 20 ans, sous la pression de sa femme Béatrice qui, désespéré par son inaction, vient de le quitter. Lors de son périple à travers la francophonie canadienne, il rencontre Bourk, un Acadien cherchant à laisser derrière lui son passé criminel. Ensemble, ils affrontent leurs propres démons et viennent en aide à un jeune amérindien en difficulté. Leur route les mène jusqu’à Halifax, où Elliot espère renouer avec son fils et découvrir la famille que ce dernier a bâtie.

## Fiche technique
Source : IMDb et Films du Québec
- Titre original : Le Grand Vide
- Réalisation : Jessy Dupont
- Scénario : Jessy Dupont
- Musique : Marie Bégin, Lwazo Sirois, Jacques Kuba Séguin
- Photographie : Ronash Bajracharya
- Son : Alexandre Laberge
- Montage : Jessy Dupont
- Production : Jessy Dupont
- Société de production : Poètes maudits Films
- Société de distribution : Lumière Libre Cinéma
- Budget : 200 000 $ CA
- Pays de production :  Canada
- Langue originale : français québécois, français acadien
- Format : couleur
- Genre : drame, film routard
- Durée : 86 minutes
- Dates de sortie :
  - Canada :
    - 19 septembre 2024 (première au cinéma Beaubien à Montréal)
    - 20 septembre 2024 (sortie en salle au Québec et Nouveau-Brunswick)
    - 29 novembre 2024 (VSD)
- Classification :
  - Québec : Visa général (Déconseillé aux jeunes enfants)[2]

## Distribution
- Jean Drolet : Elliot
- Louise Portal : Béatrice
- Marc Lamontagne : Bourk
- François Léveillée : Léo
- Mathieu Richard : Gabriel
- Bianca Richard : Crystal
- Andawa Laveau : Anoki
- Vanessa Landry : Nathalie
- Elliott Mitrani : Gabriel enfant